# 植村泰勝
植村 泰勝（うえむら やすかつ）は、安土桃山時代から江戸時代前期にかけての武将、旗本。
植村氏は清和源氏の一流である摂津源氏の流れを汲む美濃源氏の嫡流・土岐氏の末裔を称する。
慶長5年（1600年）、関ヶ原の戦いの前哨戦となった岐阜城攻略に本多忠勝の指揮下に従軍、本戦でも武功を挙げる。本多忠朝に属し、大坂夏の陣にも従軍している。父・植村泰忠と共に勝浦に住す。父は上総国夷隅郡勝浦5000石を領していたが、泰勝は大番頭にまで昇進し、寛永10年（1633年）に4000石を加増され、計9000石となった。孫の忠朝はさらに加増され、大名に列している。